# Neolycaena
Neolycaena (лат.) — род бабочек из семейства голубянок.

## Описание
Верхняя сторона крыльев коричнево-бурого цвета или сажисто-бурого цвета. Нижняя сторона крыльев с различными чёрными и белыми точками. Половой диморфизм практически не выражен. В строении гениталий самца тегумен очень широкий, вальвы сросшиеся, сужаются к апексу, саккус короткий, эдеагус несколько длиннее, чем саккус и тегумен, юкста отсутствует.

## Ареал
Виды рода распространены в степной и лесостепной зоне Европы и Северной Азии до Дальнего Востока.

## Классификация
- Neolycaena aeto
- Neolycaena baidula
- Neolycaena balchaschensis
- Neolycaena betpakdalensis
- Neolycaena carbonaria
- Neolycaena chimaera
- Neolycaena confusa
- Neolycaena connae
- Neolycaena davidi
- Neolycaena eckweileri
- Neolycaena falkovitchi
- Neolycaena gulchaensis
- Neolycaena iliensis
- Neolycaena irkuta
- Neolycaena ittohtoriti
- Neolycaena kasakhstana
- Neolycaena kozlovi
- Neolycaena karategina
- Neolycaena lunara
- Neolycaena medea
- Neolycaena musa
- Neolycaena olga
- Neolycaena oschi
- Neolycaena pretiosa
- Neolycaena rhymnus
- Neolycaena rufina
- Neolycaena sajana
- Neolycaena sapozhnikovi
- Neolycaena saurica
- Neolycaena sinensis
- Neolycaena soezen
- Neolycaena submontana
- Neolycaena tangutica
- Neolycaena tengstroemi
- Neolycaena transiliensis
- Neolycaena zhdankoi